# Renčišov
Renčišov je obec na Slovensku v okrese Sabinov. První písemná zmínka o obci pochází z roku 1389.
V extravilánu obce je známé lyžařské a rekreační středisko Búče s několika vleky a sjezdovkami. V letním období poskytuje možnosti pro paragliding a jiné vzdušně sporty. V jeho blízkosti se nachází jeskyně Zlá diera.
V obci je rozšířen chov skotu a ovcí.
Dne 20. července 1998 se obcí Renčišov přehnala silná povodeň. U kostela se nachází památník se jmény obyvatel, kteří zahynuli.